# 乌栋县
乌栋县，一译乌廊县，是柬埔寨磅士卑省下辖的一个县。该县大致位于柬埔寨的中央位置。
柬埔寨昔日的首都乌栋就位于乌栋县境内。